# 艾瑞克·霍布斯邦
艾瑞克·約翰·歐內斯特·霍布斯邦，CH，FBA（Eric John Ernest Hobsbawm，/ˈhɒbz.bɔːm/；1917年6月9日—2012年10月1日），英國歷史學家、作家。

## 生平
1917年出生於埃及亚历山大的猶太中產家庭。父親是移居英國的俄國猶太後裔，母親則來自哈布斯堡王朝治下的中歐。1919年舉家遷往維也納，1931年徙居柏林。在一次戰後受創至深的德奧兩國度過童年。1933年因希特勒掌權而轉赴英國，完成中學教育，並進入劍橋大學學歷史。1947年成為倫敦大學伯貝克學院講師，1959年升任高級講師，1978年取得該校經濟及社會史教授頭銜，1982年退休。之後大部分時間任教於紐約社會研究新學院，是該校政治及社會史榮譽教授。

2012年10月1日，因肺炎併發症，病逝於倫敦皇家自由醫院，得年95歲。

## 研究領域
霍布斯邦是英國著名的左翼历史学家，上大學时就活躍於大不列颠共产党，直至該黨於1991年解散為止一直是其成员。就讀劍橋大學期間，霍布斯邦是共產黨內的活躍分子，與威廉斯、湯普森等信奉马克思主义的學生交往甚密；在1952年麦卡锡主义白色恐怖氣焰正盛之時，更與希爾等人創辦著名的新左翼史學期刊《過去與現在》。馬克思主義者的政治背景雖令霍布斯邦的教職生涯進展艱辛，但卻使他與國際社會間有著更廣泛的接觸經驗及更多研究機會，從而建立了他在國際上的崇高聲譽。
霍布斯邦的研究時期以19世紀為主，並延伸及17、18和20世紀；研究的地區則從英國、歐洲，廣至拉丁美洲。除專業領域外，霍布斯邦也經常撰寫當代政治、社會評論，歷史學、社會學理論，以及藝術、文化批評等。他在勞工運動、農民叛變和世界史範疇中的研究成果，堪居當代史家的頂尖之流，影響學界甚巨；而其宏觀通暢的寫作風格，更將敘述史學的魅力擴及一般閱聽大眾。如《新左翼评论》名編輯安德生所言：霍布斯邦不可多得的兼具了知性的現實感和感性的同情心。一方面是個腳踏實地的唯物主義者，提倡實力政治；另一方面又能將波西米亚主义、土匪強盜和無政府主義者生活寫成優美哀怨的動人故事。

## 著作
霍氏著作甚豐，先後計有多部專書問世，包括：
- The Invention of Tradition（合著）
  - 繁中譯本︰被發明的傳統；陳思仁、潘宗億、洪靜宜、蕭道中、徐文路譯；貓頭鷹出版；出版日期：2002/10/05；ISBN︰9789867879226 （譯本評論）
  - 簡中譯本︰傳統的發明；顧杭、龐冠群譯 4版；譯林出版社；出版日期：2022/02/01；ISBN︰9787544790161

- Viva la revolución : Hobsbawm on Latin America 
  - 繁中譯本︰革命萬歲 : 霍布斯邦論拉丁美洲；周全譯；左岸文化；出版日期：2022/01/27；ISBN︰9789869944489

- Globalisation, democracy and terrorism 
  - 繁中譯本︰霍布斯邦看二十一世紀：全球化、民主與恐怖主義；吳莉君譯 第2版；麥田出版；出版年份：2021；ISBN︰9789863449546
  - 簡中譯本︰论帝国：美国、战争和世界霸权；顾晓祺譯；上海人民出版社；出版年份: 2022-2；ISBN︰9787208175518

- The age of revolution: 1789-1848 
  - 繁中譯本︰革命的年代：1789-1848；王章輝譯 第2版；麥田出版；出版年份：2020；ISBN︰9789863446842
  - 簡中譯本︰革命的年代：1789～1848；王章輝譯；中信出版；出版年份：2017-8；ISBN: 9787508674612

- The age of capital: 1848-1875 
  - 繁中譯本︰資本的年代 : 1848-1875；張曉華譯 2版；麥田出版；出版年份︰2020；ISBN︰9789863446859
  - 簡中譯本︰資本的年代 : 1848-1875；張曉華譯；中信出版；出版年份︰2017-7-15；ISBN︰9787508674636

- The age of empire: 1875-1914 
  - 繁中譯本︰帝國的年代 : 1875-1914；賈士蘅譯 2版；麥田出版；出版年份︰2020；ISBN︰9789863447894
  - 簡中譯本︰帝國的年代 : 1875-1914；賈士蘅譯；中信出版；出版年份︰2017-7-15；ISBN︰9787508674605

- The age of extremes : the short twentieth century 1914-1991
  - 繁中譯本︰極端的年代 : 1914-1991； 鄭明萱譯 2版；麥田出版；出版年份︰2020；ISBN︰上 9789863447917 下 9789863447924
  - 簡中譯本︰極端的年代；鄭明萱譯；中信出版；出版年份︰2017-8-1；ISBN︰9787508674629
  - 簡中譯本︰極端的年代；馬凡...[等]譯；江蘇人民出版社；出版年份︰2011；ISBN︰9787214069344

- Revolutionaries
  - 繁中譯本︰革命分子；黃居正譯；左岸文化；出版年份︰2017；ISBN︰9789865727550

- Fractured times : culture and society in the twentieth century
  - 繁中譯本︰斷裂的年代；王芷華譯；麥田出版；出版年份︰2015；ISBN︰9789863442493
  - 簡中譯本︰斷裂的年代；林华譯；中信出版；出版年份: 2021-4；ISBN︰9787521728361

- Interesting times: a twentieth-century life（自傳）
  - 繁中譯本︰趣味橫生的時光 : 我的二十世紀人生；周全譯；左岸文化；出版年份︰2015；ISBN︰9789865727215
  - 簡中譯本︰霍布斯鲍姆自传︰趣味横生的20世纪；周全譯；中信出版；出版年份︰2016-1；ISBN︰9787508653198

- How to change the world: Marx and Marxism, 1840-2011 
  - 繁中譯本︰如何改變世界︰馬克思與馬克思主義，回顧、反思與前瞻；林宏濤、黃煜文譯；麥田出版；出版年份︰2014；ISBN︰9789863441779
  - 簡中譯本︰如何改变世界︰马克思和马克思主义的传奇；吕增奎譯 第三版；中央编译出版社；出版年份︰2017-8-1；ISBN︰9787511733511

- Industry and Empire: From 1750 to the Present Day
  - 簡中譯本︰工业与帝国︰英国的现代化历程；梅俊杰译；中央编译出版社；出版年份︰2017-8-1；ISBN：9787511733528

- Primitive rebels: studies in archaic forms of social movement in the 19th and 20th centuries
  - 簡中譯本︰原始的叛亂︰十九至二十世紀社會運動的古樸形式 ；楊德睿譯；社會科學文獻出版社；出版年份︰2014；ISBN︰9787509751084 (精裝)

- On history 
  - 繁中譯本︰論歷史；黃煜文譯；麥田出版；出版年份︰2002；ISBN︰9789867895646
  - 簡中譯本︰论历史；马俊亚、郭英剑译；上海人民出版社；出版年份: 2021-8-1；ISBN: 9787208172302
  - 簡中譯本︰论历史；黄煜文译；中信出版；出版年份︰2015；ISBN︰9787508648576

- Uncommon people: resistance, rebellion and jazz 
  - 繁中譯本︰非凡小人物 : 反對、造反及爵士樂；蔡宜剛譯；麥田出版；出版年份︰2002；ISBN︰上 9789867782151 下 978986778216X
  - 簡中譯本︰非凡小人物 : 反對、造反及爵士樂；蔡宜剛譯；社会科学文献出版社；出版年份︰2015-9-15；ISBN︰9787509776704

- Nations and nationlism since 1780: programme, myth, reality
  - 簡中譯本︰民族與民族主義；李金梅譯 2版；上海人民出版社；出版年份︰2020-10；ISBN︰9787208167094

- Bandits
  - 繁中譯本︰盜匪 : 從羅賓漢到水滸英雄；鄭明萱譯；麥田出版；出版年份︰1998；ISBN︰9789577085269
  - 簡中譯本︰匪徒 : 秩序化生活的異類；李立瑋、谷曉靜譯；中國友誼出版社；出版年份：2001；ISBN︰9787505716179

關於霍氏之著作︰
- 從湯恩比到霍布斯邦 : 英國左派史家的世紀（From Toynbee to Hobsbawm）；周樑楷著；商周出版；出版年份︰2017；ISBN︰9789864771783

## 軼聞
霍布斯邦家族的姓氏原為"Hobsbaum"，但登記其出生證明的英國領事館職員卻錯將"u"登記為"w"，使他的姓氏變成了"Hobsbawm"。